# Lenka Husáriková
Lenka Husáriková (* 1975 Karlovy Vary) je česká výtvarná umělkyně, která se ve své tvorbě zaměřuje na malířské zpracování origami a tangramu. Využívá geometrické kompozice, symbolické vrstvy a narativní prvky, které propojuje s abstraktním a částečně realistickým pojetím.
Narodila se v Karlových Varech. Je vnučkou akademické malířky Jindry Husárikové. V letech 1993–1997 studovala na Střední umělecké škole sv. Anežky v Českém Krumlově, obor užitá malba. V roce 2008 založila a až do roku 2020 vedla veřejný výtvarný ateliér Babylonie.cz, který se zaměřoval na výuku kresby a malby pro širokou veřejnost. V rámci ateliéru vedla kurzy a zároveň koordinovala tým dalších lektorů. Od roku 2016 se soustavně věnuje vlastní výtvarné tvorbě, zejména malbě, kresbě a grafice. Aktivně vystavuje v České republice i v zahraničí. Žije a tvoří střídavě v Praze a v Horních Štěpanicích v Krkonoších.

## Dílo
Tvorba Lenky Husárikové vychází z fascinace geometrií, symbolikou a vizuální čistotou tradičních asijských principů origami a tangramu. Tyto prvky přetváří do současného výtvarného jazyka, ve kterém se stávají základem obrazové kompozice. Přirozeně je propojuje s českou krajinou, především s prostředím Krkonoš, kde tvoří.
Od realistických počátků přes zátiší s origami se její tvorba rozvinula směrem ke krajinám, figurám a zvířecím motivům. Kompozice staví na abstraktních barevných plochách a přesné geometrii, která vytváří dojem prostorové iluze. Stylově se pohybuje na pomezí geometrické abstrakce, op-artu a minimalismu, s odkazy na předválečná umělecká hnutí v Československu, včetně kuboexpresionismu.
Její obrazy často obsahují symboliku a skryté významy, které propojují realitu s pohádkovým nebo snovým světem. V obdobích společenské nejistoty, například během pandemie, reagovala na témata izolace a ztráty svobody. V celé její tvorbě je patrný návrat k dětství, přírodě a základním tvarům.
Husáriková propojuje výtvarné podněty s kulturními odkazy – od vlivu japonského umění na evropskou modernu až po českou tradici reprezentovanou Josefem Ladou nebo Emilem Fillou.
Ačkoliv jsou origami a tangram její hlavní výtvarnou doménou, věnuje se i realistické malbě, kresbě a grafice. Její díla spojuje citlivý přístup ke kompozici, barvě a významu, díky čemuž vytváří osobitý výtvarný celek, který je hravý i hluboký zároveň.
Zásadním momentem v jejím výtvarném směřování bylo seznámení s ak. mal. Miroslavem Peschem, který ji pedagogicky vedl a významně ovlivnil její tvorbu. Miroslav Pesch působil jako odborný asistent v Grafických dílnách na Akademii výtvarných umění v Praze v letech 1992–1997 a 2001–2024, a v letech 1997–2001 v Ateliéru vizuální komunikace Jiřího Davida na téže škole.

## Výstavy

### Samostatné výstavy
- 2025 – Horní Štěpanice, Open Studio Exhibition
- 2025 – Praha, Divadlo Viola (foyer)
- 2024 – Praha, Divadlo Viola (foyer)
- 2023 – Hranice, Výstavní síň na Staré radnici
- 2022 – Nejdek, Galerie Městské knihovny
- 2022 – Karlovy Vary, Galerie Jindra Husáriková
- 2021 – Jilemnice, Městská galerie Kotelna
- 2020 – Kynšperk nad Ohří, Městská galerie Panský dům
- 2019 – Praha, Galerie Ladronka
- 2016 – Praha, Coffeepark
- 2006 – Karlovy Vary, Agentura Rafael
- 2002 – Karlovy Vary, Kavárna Piroschka
- 2001 – Praha, Divadlo Bez zábradlí
- 2001 – Praha, ateliér malíře Luboše Mandáta
- 2001 – Abertamy, Galerie Arnika

### Skupinové výstavy
- 2025 – Jilemnice, Městská galerie Kotelna – Umělci z Jilemnice
- 2024 – Jilemnice, Městská galerie Kotelna – Umělci z Jilemnice
- 2023 – Praha, Žofín – módní přehlídka v rámci Žofínského plesu
- 2023 – Madrid, Španělsko, Monat Gallery – The Unexpected
- 2023 – Jilemnice, Městská galerie Kotelna – Umělci z Jilemnice
- 2022–2023 – Karlovy Vary, Galerie Jindra Husáriková – Tři generace
- 2022 – Paříž, Francie, Fair Art Paris
- 2022 – Jilemnice, Městská galerie Kotelna – Umělci z Jilemnice
- 2016 – Praha, Galerie NoD – Samorosti
- 2000 – Znojmo, Galerie Vivo – Peace Island – Nature morte vive – Stilleben lebt